# Thomas Faed

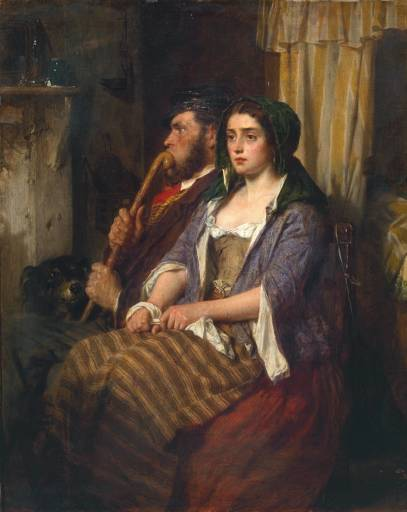
Faults on Both Sides, 1861, Tate Gallery.

Thomas Faed (ur. 8 czerwca 1826, zm. 17 sierpnia 1900 w Londynie) – szkocki malarz, brat Johna Faeda.
Urodził się w Gatehouse of Fleet w szkockiej jednostce administracyjnej Dumfries and Galloway, studiował w School of Design w Edynburgu pod kierunkiem Williama Allana. W 1849 został członkiem stowarzyszonym Royal Scottish Academy, trzy lata później osiedlił się na stałe w Londynie.
Faed malował głównie realistyczne sceny rodzajowe z życia codziennego i historii Szkotów, jego prace odznaczają się dużą wrażliwością na biedę i ludzkie nieszczęścia. W 1861 został członkiem stowarzyszonym, a w 1864 pełnoprawnym akademikiem Royal Academy. 
Najbardziej znane prace artysty znajdują się m.in. w Tate Gallery (The Silken Gown, Faults on Both Sides i The Highland Mother) oraz Muzeum i Galerii Sztuki Kelvingrove w Glasgow (The Last of the Clan).